# Hotel de la Paix
O Hotel de la Paix (em francês:  Hôtel de la Paix), é um Grande Hotel aberto em 1865 em Genève na Suíça e localizado  em frente do Hotel Beau-Rivage que fica na outra esquina do Square des Alpes.

## História
Influenciado pelas linhas clássicas da Renascença, o arquitecto genebrino Jean-Marie Gignoux desenhou-o em 1865, e o Hotel de la Paix está hoje classificado como monumento histórico.
Primeiro hotel suíço com o nome de Hôtel de la Paix, foi lugar de vilegiatura de inúmeras personagens desde a sua inauguração . 

## Etimologia
O hotel chama-se assim em homenagem às preocupações humanitárias e de paz no mundo da  época, e ao espírito da Sociedade das Nações e do Comitê Internacional da Cruz Vermelha. Uma grande renovação do hotel teve lugar justamente para celebrar a criação da Liga das Nações em Genebra em 1920 .

## Direcção
Hôtel da la Paix 

Quai du Mont-Blanc, 11

 CH 1201 Genève